# Florin Răducioiu
Florin Valeriu Rǎducioiu (Bucareste, 17 de março de 1970) é um ex-futebolista romeno. Começou a atuar profissionalmente em 1987, no Dinamo Bucureşti.
Ele é um dos dois únicos futebolistas profissionais (o outro é Christian Poulsen) que atuaram nas 5 principais ligas europeias.

## Carreira

### Clubes
Atuou em vários clubes na Europa ao longo de sua carreira, principalmente na Itália, onde defendeu Bari, Verona, Brescia e Milan.
Radu teve passagens esquecíveis por Espanyol, Stuttgart, se reerguendo no Brescia, onde já havia jogado entre 1992 e 1993. Retornou ao Dínamo Bucareste em 2000, sem sucesso.
Em 2001, Rǎducioiu foi jogar na França, pelo Monaco, tendo disputado apenas doze jogos pela equipe do principado.
Em 2004, Radu se despediu dos gramados, atuando pelo pequeno Créteil. Ao deixar os gramados, ele alcançou uma marca inédita: foi o primeiro jogador a disputar os cinco principais campeonatos nacionais da Europa (Inglaterra, Itália, Espanha, Alemanha e França).

### Seleção Romena
Foi também jogador da Seleção Romena, pela qual foi um dos grandes destaques na Copa do Mundo de 1994, marcando 4 gols. Nas quartas-de-final do torneio, contra a Suécia, sairia como herói do jogo ao marcar os dois tentos da vitória parcial de virada por 2–1, mas os suecos empataram ao final da prorrogação e depois venceriam nos pênaltis. Já marcara outros dois na primeira fase, na estréia contra a grande favorita Colômbia, quando os romenos venceram por 3–1.
Esteve também na Copa de 1990, como reserva, e na Eurocopa de 1996. Deixou a Seleção Romena após a participação do país no torneio.

## Títulos
Dinamo Bucareste
- Campeonato Romeno: 1990
- Copa da Roménia: 1986, 1990

Milan
- Supercopa da Itália: 1993
- Campeonato Italiano: 1994
- Liga dos Campeões da UEFA: 1994